# Occapes sierrae
Occapes sierrae là một loài tò vò trong họ Ichneumonidae.